# Бенедикт, Клинт
Клинтон Стевенсон Бенедикт (англ. Clinton Stevenson Benedict; 26 сентября 1892, Оттава — 12 ноября 1976, Оттава) — канадский хоккеист, игравший на позиции вратаря; четырёхкратный обладатель Кубка Стэнли в составе клуба «Оттава Сенаторз» (1920, 1921, 1923) и «Монреаль Марунз» (1926).

## Биография

### Игровая карьера
После нескольких сезонов игры за юниорские команды, в 1912 году присоединился к клубу «Оттава Сенаторз», где стал дублёром основного вратаря команды Перси Лесьюэра. В сезоне 1914/15 он стал основным вратарём команды; в трёх подряд сезонах он был лидером по коэффиценту надёжности среди вратарей НХЛ. Играя за «Оттаву» в течение 12 сезонов, он трижды выиграл Кубок Стэнли в 1920, 1921 и 1923 годах.
В сезоне 1923/24 его карьера пошла на спад из-за проблем с алкоголем, по окончании сезона он перешёл в «Монреаль Марунз», в котором в 1926 году завоевал свой четвёртый Кубок Стэнли в карьере. Отыграв еще четыре сезона за «Марунз», он был отправлен в фарм-клуб «Уиндзор Бульдогс», в котором отыграв целый сезон завершил свою карьеру.

### Тренерская карьера
С 1932 по 1934 года был главным тренером команды «Сент-Джон Баверс».

### Признание
В 1965 году был включён в Зал хоккейной славы.

### Смерть
Скончался 12 ноября 1976 года в Оттаве на 85-м году жизни.

## Маска Клинта Бенедикта

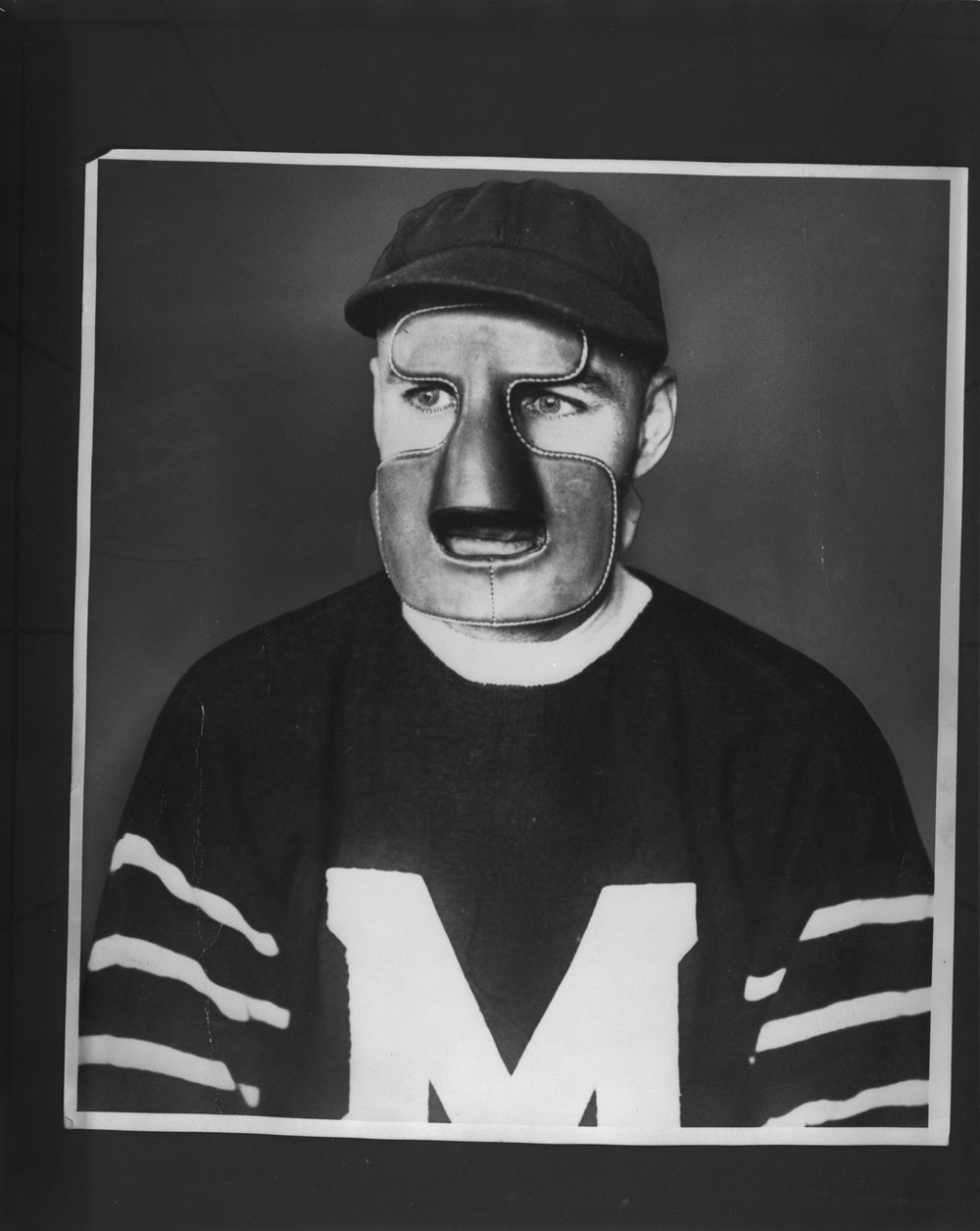
Фотография Бенедикта в хоккейной маске в 1930 году

Стал первым вратарём в НХЛ, который надел вратарскую маску для защиты лица. 7 января 1930 года нападающий «Монреаль Канадиенс» Хоуи Моренц своим броском сломал ему скулу и переносицу, из-за чего Бенедикт пропустил шесть недель. Вернувшись на лёд 20 февраля 1930 года, в матче с «Нью-Йорк Рейнджерс» он уже играл в маске. Отыграв 5 игр с масками, которые он менял и модифицировал, в дальнейшем он отказался от них из-за неудобств при обзоре хоккейной площадки во время игры.
Спустя почти 30 лет вратарь «Монреаль Канадиенс» Жак Плант надел маску во время игры, и со временем она стала обязательным атрибутом хоккейных вратарей.